# ASFAR
Association Sportive des Forces Armées Royales, eller ASFAR, grundad 1 september 1958, är en fotbollsklubb i Rabat i Marocko. Den utgör fotbollssektionen av ASFAR, som senare även kommit att omfatta en mängd andra sporter. Klubben spelar säsongen 2021/2022 i Marockos högstadivision, Botola.
Klubbnamnet är franska för "den kungliga arméns idrottsförening", och ASFAR grundades 1958 på kronprins och blivande kung Hassan II:s eget initiativ. ASFAR har historiskt dominerat marockansk fotboll tillsammans med Wydad och Raja från Casablanca, och bland annat vunnit tolv ligatitlar. 1985 blev ASFAR dessutom första marockanska klubb att vinna föregångaren till afrikanska Champions League, African Cup of Champions Clubs, genom att besegra Bilima från Zaire med 6–3 över två matcher.

## Meriter i urval

### Nationella
- Botola (12): 1960/1961, 1961/1962, 1962/1963, 1963/1964, 1966/1967, 1967/1968, 1969/1970, 1983/1984, 1986/1987, 1988/1989, 2004/2005, 2007/2008
- Marockanska troncupen (12): 1959, 1971, 1984, 1985, 1986, 1999, 2003, 2004, 2007, 2008, 2009, 2020
- Marockanska supercupen (4): 1959, 1961, 1962, 1963

### Internationella
- African Cup of Champions Clubs (1): 1985

## Placering senaste säsonger
under namnet FAR Rabat eller AS FAR, Forces Armées Royales (Rabat)
| Säsong  | Nivå | Liga   | Placering | Referens | Notering |
| ------- | ---- | ------ | --------- | -------- | -------- |
| 2002/03 | 1    | Botola | 9         | [ 4 ]    |          |
| 2003/04 | 1    | Botola | 2         | [ 5 ]    |          |
| 2004/05 | 1    | Botola | 1         | [ 6 ]    | Mästare  |
| 2005/06 | 1    | Botola | 2         | [ 7 ]    |          |
| 2006/07 | 1    | Botola | 2         | [ 8 ]    |          |
| 2007/08 | 1    | Botola | 1         | [ 9 ]    | Mästare  |
| 2008/09 | 1    | Botola | 3         | [ 10 ]   |          |
| 2009/10 | 1    | Botola | 7         | [ 11 ]   |          |
| 2010/11 | 1    | Botola | 6         | [ 12 ]   |          |
| 2011/12 | 1    | Botola | 7         | [ 13 ]   |          |
| 2012/13 | 1    | Botola | 2         | [ 14 ]   |          |
| 2013/14 | 1    | Botola | 7         | [ 15 ]   |          |
| 2014/15 | 1    | Botola | 11        | [ 16 ]   |          |
| 2015/16 | 1    | Botola | 4         | [ 17 ]   |          |
| 2016/17 | 1    | Botola | 6         | [ 18 ]   |          |
| 2017/18 | 1    | Botola | 8         | [ 19 ]   |          |
| 2018/19 | 1    | Botola | 14        | [ 20 ]   |          |
| 2019/20 | 1    | Botola | 6         | [ 21 ]   |          |
| 2020/21 | 1    | Botola | 3         | [ 22 ]   |          |
| 2021/22 | 1    | Botola | 3         | [ 23 ]   |          |

## Färger
FAR Rabat (Forces Armées Royales) eller AS FAR spelar i svart trikåer, bortastället är vit eller svart och röd.
| AS FAR | AS FAR |

| AS FAR | AS FAR |

### Dräktsponsor
- Erea: ????–nutid

### Trikåer
| Hemmaställ | Bortaställ | Tredjeställ | Målvakt | Målvakt |